# بیل بیکر (بیسبال)
بیل بیکر (انگلیسی: Bill Baker؛ ۲۲ فوریهٔ ۱۹۱۱ – ۱۳ آوریل ۲۰۰۶) بازیکن بیس‌بال حرفه‌ای لیگ برتر بیسبال آمریکا اهل ایالات متحده آمریکا بود.
از باشگاه‌هایی که در آن بازی کرده‌است می‌توان به سنت لوئیس کاردینالز اشاره کرد.